# Мањи ликови у Силмарилиону
„Силмарилион“ је комплексно дело које је Џ. Р. Р. Толкин писао целог живота. У њему се појављује велики број ликова. Овде су дате информације о оним који су заступљени у мањој мери (неки од њих су само једном поменути).

## Вилењаци изВалинора

### Амаире
Амаире је била Вилењакиња у коју је био заљубљен Финрод Фелагунд. Она је била од рода Ванјара и није пошла у изгнанство за њим. Након тога, Финрод је одлучио да се никада неће женити.

### Елемире
Елемире је био један од Ванјара. Написао је тужбалицу над Два Дрвета Валинора након што их је уништио Мрачни господар Мелкор (касније познат као Моргот). Она се звала Aldudenie и била је позната свим Вилењацима.

### Еарвена
Еарвена је била ћерка Олвеа, краља Телера, последње групе Вилењака која је стигла у Валинор. Заједно са оцем живела је у граду Алквалондеу. Еарвену је за жену узео Финарфин, трећи син Финвеа, Узвишеног краља Нолдора. Њихова деца су била Финрод Фелагунд, Ородрет, Аигнор, Ангрод и Галадријела. Како је краљ Тингол био брат Олвеа, и самим тим Еарвенин стриц, само њеној деци је био дозвољен улазак у Доријат кад су стигли у Средњу земљу.

### Еленве
Еленве је била жена краља Тургона, валадара Гондолина. Њихова ћерка је била Идрила. Еленве је пошла у Средњу земљу заједно са осталим Нолдорима и пратила је Финголфина, Тургоновог оца. Међутим, нестала је приликом преласка Хелкараксеа, сурових ледених пространстава на северу.

### Индис
Индис је била друга жена Узвишеног краља Нолдора, Финвеа. То је био једини случај у историји да се један Вилењак женио два пута. Индис је била од рода Ванјара, блиска рођака Узвишеног краља свих Вилењака, Ингвеа. Имала је косу боје злата и била је висока и лепа. Након смрти његове прве жене, Миријеле, Финве је поново био срећан. Индис му је родила два сина: Финголфина и Финарфина. Међутим, Феанор, Финвеов син из првог брака, није био задовољан очевом женидбом и није волео Индис и њене синове.

### Махтан
Махтан је био отац Нерданеле, Феанорове жене. Припадао је Нолдорима, другој групи Вилењака која је стигла у Валинор. Махтан је био један од највећих Вилин-ковача, а свој занат је научио од Вале Аулеа. Вештини обраде матела је подучио и Феанора, али је касније зажалио због тога, јер су дела његовог зета проузроковала многе несреће.

### Нерданела
Нерданела је била жена Феанорова. Имали су седморицу синова. Нерданела је била ћерка Махтана, једног од највештијих Вилин-ковача, који је Феанора подучио свом занату. Била је јаке воље попут Феанора, али и стрпљивија и умела је да обузда плаховиту нарав свога мужа. Међутим, Феанорови каснији поступци су је ражалостили, и њих двоје су се удаљили.

### Румил
Румил је био вилењачки учењак који је први измислио руне. Живео је у граду Туни. Његов рад је касније усавршио Феанор.

## Вилењаци изГондолина

### Аранве
Аранве је био отац Воронвеов. О њему није откривено више података.

### Воронве
Воронве је био поданик Тургона, краља Гондолина. Тургон је за време ратова против Моргота послао седам бродова за Валинор, како би замолио Валаре да опросте Вилењацима и помогну им у борби. Међутим, само један морнар од свих седам бродова се спасао и није погинуо у олуји. То је био Воронве. Њега је из воде спасио Вала Улмо и избацио га на обалу. Воронве се после тога вратио у Гондолин, преневши Тургону вести о неуспелој мисији. Много година касније, Улмо је наредио Човеку Туору да оде краљу Тургону и пренесе му његову поруку. Улаз у Гондолин је био скривен. Срећом, Туор је наишао на Воронвеа, који га је, чувши ко га шаље, без противљења повео у тајни град. 

### Глорфиндел
Глорфиндел је, заједно са Ехтелионом, био један од заповедника војске краља Тургона. Борио се у Бици небројених суза против Морготове војске и чувао одступницу краљу, који се преко реке Сирион повлачио у свој скривени град Гондолин. Приликом пада и уништавања Гондолина, Глорфиндел је побегао тајним путем, заједно са Идрилом, Тургоновом ћерком, њеним мужем Туором и преживелим народом. Док су прелазили преко превоја Кирит Торонат, напао их је један од Морготових Балрога. Двобој између Глорфиндела и Балрога сматран је једним од највећих подвига Вилењака у старини. Завршио се тако што су обојица пали у понор и погинули. Тако је остатку народа Гондолина омогућен пролаз. Глорфинделово име је значило „Златокоси“.

### Ехтелион
Ехтелион је био Вилин-лорд од Гондолина и војсковођа краља Тургона. У Бици небројених суза заједно са Глорфинделом је бранио свога краља док се он повлачио са бојног поља. Када је Морготова војска напала Гондолин, Ехтелион је био један од бранилаца. На краљевом тргу се борио против Готомога, вође Балрога и команданта војске Мрачног господара. Један другог су убили у том двобоју.

## Вилењаци изНарготронда

### Гуилин
Гуилин је био Вилењак из Нарготронда, отац Гелмира и Гвиндора. О њему није откривено више података.

### Гелмир
Гелмир је био син Гуилина и брат Гвиндора. Живео је у Нарготронду и борио се против Моргота у Битки изненадног пламена. Ту су га заробили и ослепели. Годинама касније, приликом вилењачке опсаде Морготове тврђаве, Гелмир је изнесен пред војску и сурово убијен одсецањем удова. Његов брат Гвидор, који се борио у војсци краља Фингона, је тада у бесу напао Морготову војску, а за њим су кренули и остали Вилењаци, тако упавши у Морготову замку. 

### Гвиндор
Гвиндор је био син Гуилина и брат Гелмира. Живео је у Нарготронду, скривеном краљевству Вилењака. Када је Маидрос, син Феаноров, почео да скупља војску за напад на Морготову тврђаву, краљ Нарготронда, Ородрет, није хтео да се одазове позиву због беса на Феанорове сроднике. Међутим, против његове воље, Гвиндор је сакупио Вилењаке и отишао у бој. Ту је присуствовао суровом убиству свог брата Гелмира и, не могавши да се обузда, јурнуо на непријатељеву војску, стигавши до самих капија Морготове тврђаве, када је заробљен и одведен у заточеништво. Дуго је радио у рудницима севера, али је једном приликом успео да се ослободи и побегне. Док је путовао ка Нарготронду, застао је да се одмори и тада га је пронашао Белег Јаки Лук. Он је био Вилењак из Доријата, у потери за Орцима, који су заробили његовог пријатеља, Човека Турина. Гвиндор је невољно помогао Белегу да спасе Турина. Док су Орци спавали, њих двојица су се ушуњали у њихов логор. Међутим, Турин је, помисливши да су они непријатељи, убио Белега. Схвативши шта је учинио, пао је у дубоко очајање. Гвиндор га је тада одвео на Ивириново језеро, где се Турин излечио и освестио.
Гвиндор је након тога повео Турина у Нарготронд, краљу Ородрету. Услед година заточеништва, био је само бледа сенка свог некадашњег изгледа. Међутим, препознала га је Финдуилас, Ородретова ћерка. Гвиндор и она су, пре његовог одласка у битку, били заљубљени једно у друго. Гвиндор је радосно дочекан, али, по Туриновој жељи, није открио његов идентитет. Како је време пролазило, Турин је постао значајна личност у Нарготронду, мада је био Човек. Финдуилас је престала да воли Гвиндора и заљубила се у Турина. Гвиндор, који ју је неизмерно волео, рекао јој је да слободно прати своја осећања, али ју је упозорио да се чува Туринове уклете судбине. Тако је открио ко је мистериозни Човек. Ипак, Вилењаци су га још више поштовали, јер је био син Хурина, великог борца Људи. Турин је на већима убеђивао Ородрета да се бори против Морготових слугу, али ми се Гвиндор супротстављао, желећи да Нарготронд остане скривен. Међутим, све више је губио свој углед и нико није слушао његове савете. Тако се Нарготронд открио и једном приликом Моргот је послао велику војску на челу са змајем Глаурунгом, у напад на Вилењаке. У тој бици Гвиндор је задобио смртну рану. Са бојног поља га је спасао Турин. Гвиндор му је поручио да спасе Финдуилас, пошто ће једино она моћи да заустави његову коб. Потом је подлегао ранама и умро.

### Едрахил
Едрахил је био великаш Нарготронда. Пратио је краља Финрода Фелагунда и Берена у њиховом походу да донесу један драгуљ Силмарил из Морготове круне. На његову иницијативу, краљ Финрод је за намесника одабрао свог брата Ородрета. Едрахила је, заједно са осталим пратиоцима, ухватио Морготов слуга Саурон. Убио га је вукодлак у Сауроновој тамници, јер није хтео да изда свог краља.

## Вилењаци изДоријата

### Даирон
Даирон је био Вилењак из Доријата, Тинголовог краљевства. Он је био минстрел и главни учењак те земље. Први је у Средњој земљи измислио руне, које су више прихватили Патуљци него његов народ. Даирон је такође, заједно са Маблунгом, био представник Доријата на великој светковини Вилењака коју је приредио Узвишени краљ Финголфин. Велика Даиронова љубав и инспирација за његову музику била је Лутијена Тинувијела, ћерка краља Тингола. Када је открио њене састанке са Човеком Береном, издао ју је њеном оцу. То је касније проузроковалу Беренову потрагу за Силмарилом. Лутијена је желела да му помогне и обратила се за помоћ Даирону, али ју је он поново издао и навео краља да је затвори. Када је она успела да побегне, а потом нестала без трага, Даирон је, мислећи да је погинула, напустио Доријат и отишао на исток земље, где је сам стварао тужбалице за Лутијеном. Нико га више није видео. Сматран је за највећег минстрела у Средњој земљи.

### Нимлота
Нимлота је била Вилењакиња из Доријата и рођака Келеборна, мужа Госпе Галадријеле. Диор, син Берена и Лутијене, ју је узео за жену. Имали су два сина, Елуреда и Елурина, и ћерку Елвингу. Диор и Нимлота су у почетку живели у Осиријанду са Береном и Лутијеном. Када је краљ Тингол од Доријата убијен, Диор је, као његов унук, отишао да га наследи. Са собом је повео Нимлоту и децу. Међутим, Нимлота је са мужем и синовима погинула у напада Феанорових синова на Доријат, што је био покушај одузимања драгуља Силмарила.

### Саирос
Саирос је био један од Нандора, народа који су предводили Ленве и Денетор. Међутим, он се доселио у Доријат и временом постао високо цењен у краљевом савету. Када је Тингол узео да одгаја Човека Турина као свог сина, Саирос му је позавидео на части коју је уживао. Зато је једном приликом увредио Туринов народ, првенствено његове жене. Турин га је у бесу погодио једним ћупом и озбиљно га повредио. Следећег дана Саирос је сачекао Турина у заседи и напао га, али је био надвладан и натеран да наг трчи кроз шуму као прогоњена звер. Том приликом је пао и поломио врат. Због овога је Турин себе сматрао одметником и заувек напустио Тинголово краљевство.

## Остали Вилењаци

### Гелмир и Арминас
Вилењак Кирдан Бродоградитељ, који је живео на обалама мора, је једном приликом примио поруку Вале Улмоа за краља Ородрета. Он је послао два гласника, Гелмира и Арминаса, да је пренесу. Улмо је поручио Ородрету да су се Орци намножили и да не би требало да напушта своје скривено краљевство јер ће га то само одвести у пропаст.

### Анаил
Анаил је био један од Сивих Вилењака. Њему је Ријана, жена Човека Хуора, дала на старање њеног тек рођеног сина Туора. То је учинила јер је Хуор погинуо у бици и Туор није имао безбедног места за живот. Анаил је одгајао Туора до његове осме године, када су Сиве Вилењаке напали Источњаци и убили их, а Туора одвели у ропство.

### Ленве
Ленве је био један од најстаријих Вилењака у Арди, пошто се заједно са Ингвеом, Олвеом и Тинголом пробудио крај језера Кујвијенен. Када су Вилењаци кренули на запад, према Валинору, Ленве је пошао са трећом групом, Телерима, које су предводили браћа Олве и Елве (касније Тингол). Међутим, он је стално заостајао на путу и на крају се, невољан да напусти Средњу земљу, одвојио и повео многе Вилењаке са собом. Они су добили назив Нандори и живели су у близини река. Ленвеов син био је Денетор, који је касније помагао у борби против Моргота.

### Денетор
Денетор је био син Ленвеа и вођа Нандора, Вилењака који су се одвојили од Телера. Много година пошто је његов отац напустио марш ка Валинору, Денетор је, чувши за моћ и величину краља Тингола од Доријата, пожелео да се настани на његовој територији. Зато је повео свој народ у Белеријанд. Тингол га је примио као старог рођака и Нандори су се населили у Осиријанду. Када је Мрачни господар Моргот заратио против Тингола, Денетор му је са својим ратницима прискочио у помоћ. Међутим, били су слабо наоружани и пали су борећи се на брду Амон Ереб. Касније је Тингол сурово осветио Денеторову смрт, уништивши непријатељску армију.

## Еарендилови морепловци
Еарендил је био син Идриле и Туора и био је највећи морепловац у историји Арде. Он је био једини који је успео да, прошавши кроз многе опасности, стигне до Валинора, земље Валара, и измоли их за помоћ у рату против Моргота. На свим путовањима пратила су га три верна морепловца. Њихова имена су била Фалатар, Ерелонт и Аирандир, знан и као „Морска Луталица“. Њих тројица су остали да чекају Еарендила на обалама Неумирућих Земаља, а касније су их Валари послали назад у Средњу земљу. Нису никада више видели свог господара.

## Нуменорски краљеви
У „Силмарилиону“ се помиње неколико владара острва Нуменор, али је само Ар-Фаразон међу заступљенијим ликовима. Следи списак поменутих краљева поређаних по времену њихове владавине.

### Тар-Елендил
Тар-Елендил је био четврти краљ Нуменора. Његово име значило је „Вилин-пријатељ“. Потомци Тар-Елендила били су знани као Господари од Андуније и били су најпоштованији после краљевске породице.

### Тар-Минастир
Тар-Минастир је био једанаести краљ Нуменора. У његово време Саурон је ратовао против Вилењака у Средњој земљи. Тар-Минастир је послао војну помоћ вилењачком краљу Гил-галаду, и они су успели да поразе непријатеља. Од тада је Саурон замрзео Нуменор и почео да кује планове о његовом уништењу. Тар-Минастир је такође подигао кулу на своме острву, на брду Оромет. Одатле је могао да види долазе ли бродови Валара са запада.

### Тар-Кирјатан
Тар-Кирјатан је био дванаести краљ Нуменора. Био је охол и желео богатство, те је наметнуо данак људима Средње земље. Његов надимак је био „Бродоградитељ“.

### Тар-Атанамир
Тар-Атанамир је био син Тар-Кирјатана и тринаести краљ Нуменора. За време његове владавине, Нуменорејци су постали незадовољни због своје смртности. Они су, додуше, живели много дуже од обичних људи, али им се чинило неправедним да Валари и Вилењаци имају вечан живот, који је њима ускраћен. Тада су Валари послали своје гласнике Тар-Атанамиру и упозорили га да се не меша у одлуке врховног божанства Илуватара, који је Људима дао смртност као дар, а не као казну. Такође су покушали да их одговоре од доласка у Неумируће Земље, пошто се њихова природа не би променила и свеједно би умрли. Тар-Атанамир није био задовољан овим саветом. Он је био први од краљева Нуменора који није у право време препустио свој престо сину и „грчевито се држао за живот“ чак и када му је свакој животној радости дошао крај. Ипак, за време Тар-Атанамира острво Нуменор је доживело врхунац свог блаженства.

### Тар-Анкалимон
Тар-Анкалимон је био син Тар-Атанамира и четрнаести краљ Нуменора. За време његове владавине Нуменорејци су се поделили у две струје: једни су били „Краљеви људи“, који су подржавали краља и били незадовољни Валарима и Вилењацима; други су носили име „Елендили“ (Вилин-пријатељи) и остали су верни Господарима Запада. После краја Тар-Анкалимонове владавине, Нуменорејци су престали да посећују свето место посвећено Илуватару.

### Ар-Адунакор
Ар-Адунакор је био двадесети краљ Нуменора. Он је први показао отворено непријатељство према Вилењацима, одабравши своје име на језику Људи, а не Вилењака (отуда више није било вилењачког префикса Тар- у именима владара). Ипак, забележена је и вилењачка варијанта његовог имена — Херунумен. Ар-Адунакорово име је у преводу значило „Господар Запада“. Оно је изгледало преохоло Елендилима, пријатељима Вилењака. Они су се тада нашли у тешком искушењу, између оданости краљевској династији и поштовања становника Неумирућих Земља.

### Ар-Сакалтор
Ар-Сакалтор је био двадесет други краљ Нуменора и отац Ар-Гимилзоров. О њему није откривено више података.

### Ар-Гимилзор
Ар-Гимилзор је био двадесет трећи краљ Нуменора и највећи противник Вилин-пријатеља. Он је забранио употребу Вилин-језика, престао да се стара о Белом дрвету, које је било поклон од Валара, и кажњавао оне који су пријатељски дочекивали бродове из Неумирућих Земаља. Наредио је свим Елендилима да се преселе на исток острва, како би били што даље од Валара. Ар-Гимилзор је био ожењен Инзилбетом, једном од Елендила. Имали су двоје деце, али не и љубав у свом браку, због својих супротних ставова.

### Тар-Палантир
Тар-Палантир је био двадесет четврти краљ Нуменора. Његово име је значило „Далековиди“. Био је син Ар-Гимилзора и Инзилбете и рођен је као Инзиладун. Међутим, он није водио политику свога оца и желео је мир са Валарима и Вилењацима. Због тога је поново додао вилењачки префикс Тар- свом имену и престао да прогања Вилин-пријатеље. Посећивао је Илуватарово светилиште и старао се о Белом дрвету. Често је одлазио на кулу Тар-Минастира да види стижу ли бродови Вилењака са запада. Ипак, његова добра дела нису била довољна да ублаже гнев Валара над његовом расом због дела претходних краљева. Велики противник Тар-Палантира био је његов брат Гимилкад, који је заступао непријатељску политику према Вилењацима. Након његове смрти, планове о преотимању власти је наследио његов син Фаразон. Тар-Палантир је убрзо пресвиснуо од туге због понашања свог народа и умро.

### Тар-Миријела
Тар-Миријела је била ћерка Тар-Палантира и требало је да наследи очев престо. Међутим, њоме се насилно оженио њен брат од стрица Фаразон, који је тада добио краљевску титулу и прозвао се Ар-Фаразон. Својој жени је променио име у Ар-Зимрафел. Ар-Фаразон је наставо политику свога деде Ар-Гимилзора и почео да прогања Вилин-пријатеље. Он ће касније постати одговоран за бес Илуватара и потоп острва Нуменор. Миријела је том приликом покушала да се попне на врх планине Менелтарме, где се налазило Илуватарово светилиште, али ју је потопио велики талас и однео у дубине.

## Други ликови везани за Нуменор

### Амандил
Амандил је био потомак Елроса, првог владара Нуменора. Његов син је био Елендил, а унуци Изилдур и Анарион. Амандил није био краљ, али је управљао је градом Андуином. Био је племенитог рода и велики капетан бродова, те је уживао поштовање свих Нуменорејаца. Амандил је био један од Вилин-пријатеља, али је упркос томе био драг краљу Ар-Фаразону и учествовао је у његовом савету. Међутим, када је краљ на своје острво као заробљеника из Средње земље довео Саурона, Амандил се нашао у немилости. Саурон је хтео да убеди Ар-Фаразона да нападне земљу Валара, Валинор, како би присвојио бесмртност. Његова права намера је да изазове гнев Валара и уништење Нуменора. Амандил је, као Вилин-пријатељ и верни поштовалац Валара, избачен из савета. Саурон је убрзо стекао велики утицај над краљем и навео га да посече Бело дрво, поклон из Неумирућих Земаља. Амандил је желео да то спречи, и његов унук Изилдур се једне ноћи искрао и украо младицу Дрвета, коју ће касније посадити у Средњој земљи. У међувремену, Амандил се повукао у луку Ромену, где је окупио све Вилин-пријатеље. Када је сазнао за краљев план да нападне Валинор, одлучио је да исплови пре њега и замоли Валаре за милост и помоћ. Одабрао је само тројицу слугу да иду са њим. Пре него што је отишао, поручио је Елендилу да ће и он морати ускоро да напусти Нуменор и да треба да поведе све Вилин-пријатеље са собом, како би се спасао од последица краљеве лудости. Амнадил се никада није вратио и није се сазнало шта му се десило током пловидве. Непосредно пре уништења Нуменора, Елендил је послушао савет свог оца и отпловио у Средњу земљу. Са собом је понео Палантире, зачаране каменове помоћу којих је могао да види удаљене ствари, које су Амандилу поклонили Вилењаци.

### Гимилкад
Гимилкад је био млађи син краља Ар-Гилмизора и отац краља Ар-Фаразона. Делио је ставове свог оца и био противник Вилењака и Валара. Међутим, по правилу наслеђивања, краљевску круну је добио Гимилкадов старији брат, Тар-Палантир, који је био Вилин-пријатељ. Гимилкад је око себе окупио „Краљеве Људе“, који су били против обнављања добрих односа са Вилењацима. Гимилкад је био велики противник свога брата и радио је против њега јавно и тајно. Међутим, како су престали да поштују Валаре, дуг живот дарован Нуменорејацима се смањивао. Гимилкад је умро са 98 година, што је по мерилима његовог народа било веома рано. Међутим, његов син Фаразон је наследио очеве планове, постао краљ и касније довео до пропасти Нуменора. 

### Еарендур
Еарендур је био један од великаша града Андуине за време краља Ар-Сакалтора. Он је припадао Вилин-пријатељима. Његова сестра је била Линдорије, чија се ћерка Инзилбета удала за Ар-Гимилзора.

### Линдорије
Линдорије је била сестра Еарендура, великаша града Андуине. Њена ћерка Инзилбета се удала за краља Ар-Гимилзора.

### Силмаријена
Силмаријена је била ћерка Тар-Елендила, четвртог краља Нуменора. Она је била преткиња господара Андуине, директних наследника краља Елроса. Међу њима су били Амандил и Елендил. 

### Фуинар и Херумор
За време боравка на острву Нуменор, Саурон је на своју страну придеобио многе Људе. Они су направили тврђаве у Средњој земљи. Тамо су боравили и тако преживели уништење Нуменора. Након повратка Саурона у Средњу земљу, постали су његове слуге. Најзначајнији међу њима били су Фуинар и Херумор, који су господарили Харадримима, народом који је живео на југу.

## Источњаци
Источњаци су се први пут појавили у Белеријанду након Битке изненадног пламена и погибије краља Финголфина. Били су тамнопути или жуте коже, ниски и здепасти. Неки су били под влашћу Мрачног господара Моргота и дошли су на његов позив. Други су, пак, дошли привучени причама о блаженству на западу. Неки су и помагали Вилењацима у будућим ратовима.

### Бор
Бор је, заједно са Улфангом, био највећи поглавар Источњака који су стигли у Белеријанд. Његови синови су били Борлад, Борлах и Бортанд. Бор је, заједно са својим синовима и народом, био веран Маидросу и Маглору, синовима Феаноровим, и на њиховој страни се борио против Мрачног господара.

### Борлад, Борлах и Бортанд
Борлад, Борлах и Бортанд су били синови Бора, великог поглавара Источњака. Заједно са својим оцем остали су верни синовима Феаноровим, Маидросу и Маглору, и борили се против Мрачног господара Моргота. Сва тројица су погинули у Бици небројених суза, убивши притом издајничке Источњаке, Улфаста и Улварта.

### Брода
Брода је био Источњак који је живео у Хитлуму, и за жену узео Аирин, рођаку Хуора. Аирин је тајно помагала Хуриновој жени Морвени и њеној деци. Након што је Турин, Хуринов син, одрастао, вратио се у свој родни крај у потрази за мајком и сестром. Како их није нашао, отишао је на Бродин двор, где је била гозба. Аирин му је рекла да су Морвена и Нијенора одавно отишле у потрази за њим. Тада се Турин ослободио чаролије коју је на њега бацио змај Глаурунг, и у бесу на Морвенине тлачитеље убио Броду и остале Источњаке на његовој гозби, а затим побегао.

### Лорган
Лорган је био поглавица Источњака из Хитлума, којије заробио Туора, сина Хуоровог. Када је Туор побегао, начинио је толико штете Источњацима да је Лорган уценио његову главу, али никада није успео да га ухвати.

### Улфанг
Улфанг је, заједно са Бором, био највећи поглавар Источњака у Белеријанду. Био је знан и као Улфанг Црни. Имао је три сина: Улдора, Улфаста и Улварта. Улфанг је пратио Феаноровог сина Карантира у Бици набројених суза, али је тајно био потчињен Мрачном господару Морготу. Током битке, Улфангови синови су прешли на Морготову страну и напали Вилењаке. Њихова издаја је била узрок потаза вилењачке војске. Улфангови потомци су се и у каснијим годинама борили на страни Мрачног господара.

### Улдор, Улфаст и Улварт
Улдор, Улфаст и Улварт су били синови Улфанга Црног и издали су Вилењаке у Бици небројених суза, прешавши на Морготову страну. Улдора, вођу издаје, је убио Маглор, Феаноров син, а Улфаста и Улварта су убили синови Бора, Источњаци који су били одани Вилењацима. Улдорова издаја је била узрок изгубљене битке за Вилењаке.

## Изилдурови синови
Изилдур, потомак Елроса, првог краља Нуменора, је имао четири сина. Након што је присвојио Сауронов Јединствени Прстен, Изилдур се на Радосним пољима сукобио са Орцима. Ту је изгубио живот, заједно са синовима Елендуром, Аратаном и Кирјоном. Међутим, најмлађи син, Валандил, није учествовао у тој бици, већ је остао у Ривендалу са својом мајком. Он је касније преузео престо Арнора. Међутим, његово краљевство је временом нестало, а лоза изумрла.

## Краљеви Гондора и Арнора

### Еарендур
Еарендур је био седми краљ Арнора након Валандила, сина Изилдуровог. У његово време краљевство се распало и његов народ се одселио у мала господства, где су брзо изумирали.

### Менелдил
Мелендил је био син Анариона, Изилдуровог брата. Био је краљ Гондора, али је његова лоза се временом слабила и угасила се.

### Телемнар
Телемнар је био двадесет трећи краљ Гондора. За време његове власти дошла је болест са истока и покосила краља и његову децу и многе друге његове људе. Тврђаве на границама земље Мордор су опустеле, и слуге Саурона, Назгули, су се поново окупили у њој.

### Еарнил
Еарнил је био тридесет други краљ Гондора и отац Еарнура. За време његове власти, Назгули су заузели Минас Итил, који је променио име у Минас Моргул, Кула Враџбина. Град Озгилијат је опустео и постао рушевина. Ипак, главни град Гондора, Минас Анор, је и даље био јак и променио је име у Минас Тирит. 

### Еарнур
Еарнур је био тридесет трећи и последњи краљ Гондора. Он је отишао у борбу са господарем Минас Моргула, али је на превару заробљен и одведен унутар куле. Отада га нико није видео. Еарнур није оставио наследника и лоза раљева Гондора се угасила.

### Мардил
Мардил, звани Верни, је након гашења лозе краљева као намесник владао Гондором, чекајући наследника престола, који је живео на северу.

## Барахирови пратиоци
Када је Мрачни господар Моргот уништио припаднике династије Беора Старог, остало је још само тринаесторица људи. То су били директан потомак Беора, Барахир, његов син Берен, рођаци Барагунд и Белагунд и деветорица оданих слугу. Они су сви остали прослављени у песмама и задали много штете Морготовој војсци, све док их путем издаје нису открили и уништили. Тих деветорица слугу били су:
- Радруин
- Даирун
- Дагнир
- Рагнор
- Гилдор
- Артад
- Уртел
- Хаталдир Млади

### Горлим
Горлим, син Ангримов, такође звани и Несрећни, је био једанод девет Барахирових пратилаца на Дортониону. Имао је жену Ејлинелу. Међутим, када се вратио из рата, нашао је своју кућу опљачкану и напуштену. Отад је био најљући и најбезумнији сапутник Барахиров, у жељи да се освети. Међутим, гајио је наде да му је жена жива, пошто није сазнао ништа о њеној судбини. Тајно је посећивао своју кућу мислећи да ће се Ејлинела можда вратити. Једном је заиста угледао светлост на прозору и своју жену унтра, али то је била само илузија коју је створио Саурон, слуга Мрачног господара. Тако је он ухватио Горлима у замку и затражио од њега да му открије локацију Барахирове дружине. Заузврат му је понудио поновни сусрет са његовом женом. Поверовавши да је Ејлинела заробљена, Горлим је издао свог господара. Саурон му је открио да је Ејлинела умрла, али да ће он ипак добити поновни сусрет са њом. Затим га је сурово убио. Касније су Морготове слуге напале и убиле све чланове Барахирове дружине, осим Берена.

## Остали Људи

### Аирин
Аирин је била рођака јунака Људи, Хурина. Била је удата за Источњака Броду, кога је убио Турин Турамбар. Након Хуриновог заробљеништва, Аирин је тајно помагала његовој жени Морвени и њеној деци.

### Глирхуин
Глирхуин је био пророк и свирач на харфи из Бретила. Када је угледао надгробни споменик Морвене, жене Хурина, сачинио је песму која је говорила да „Камен несрећних“ (тј. гроб) Мрачни господар Моргот никад неће моћи да окрнави нити ће бити срушен. То се испоставило тачним, иако је гроб са целим Белеријандом потонуо у море на крају првог раздобља.

### Дорлас
Дорлас је био један од вођа народа Халадина у Бретилу. Ту је дочеао Турина Турамбара и испричао му о смрти Ородретове ћерке Финдуилас. Годинама касније, када је змај Глаурунг напао њихову земљу, Дорлас је кренуо са Турином да га убије, али се на путу поколебао и није имао храбрости да настави даље. Убио је Брандир Хроми, потомак народа Халетиног.

### Лалаит
Лалаит је била прва ћерка Морвене и Хурина. Њено име је значило Смех и њен брат Турин ју је много волео. Међутим, када јој је било три године, Лалит је умрла од куге која је дошла у Хитлум.

### Охтар
Охтар је био штитоноша краља Изилдура. Његово име је значило „Ратник“. Након смрти свог господара донео је крхотине мача Нарсила у Ривендал. Био је један од тројице људи који је преживео напад на Изилдура.

## Полувилењаци

### Елуред и Елурин
Елуред и Елурин су били синови Диора и браћа Елвинге. Њихови преци су били Тингол и Мелијана, као и њихова ћерка Лутијена Тинувијела, која је била удата за Човека Берена. Након Тинголовог убиства, Диор је постао владар његовог краљевства Доријата. Тамо је дошао из Осиријанда, повевши са собом своју децу. Елуред и Елурин су, међутим, погинули када су Феанорови синови напали Доријат у потрази за Силмарилом. Елуредово име је значило „Наследник Елуа (Тингола)“, а Елуриново „Сећање на Елуа (Тингола)“.

## Патуљци

### Дурин
Дурин је био један од Седам Отаца Патуљака, првих припадника тог народа који су се појавили на свету. Створио их је Ауле, један од Валара. Дурин и његов народ живели су у Казад-думу (Морији) и били у пријатељским односима са Вилењацима. У ратовима против Саурона, потомци Дурина су се борили на страни Вилењака и Људи.

### Ибун
Ибун је био један од синова Мима, Ситног Патуљка. Његов брат је био Ким, кога су убили Туринови људи. Ибун је помогао своме оцу у вођењу послова њихове куће.

### Ким
Ким је био један од синова Мима, Ситног Патуљка. Његов брат је био Ибун. Кима су убили Туринови људи.

### Мим
Мим је један од Ситних Патуљака. То су били припадници патуљачког народа на истоку, који су протерани и дошли у Белеријанд. Временом су постали нижи растом и ковачко умеће им се умањило. Међутим, они су први почели да копају пећине краљевства Нарготронд, где су се касније населили Вилењаци. Мим је био врло стар и живео је у пећинама Амон Руда заједно са својим синовима Кимом и Ибуном. Једном приликом је на њих тројицу наишла одметничка дружина Човека Турина. Они су убили Кима и заробили Мима, који је замолио Турина да му поштеди живот у замену за боравак дружине у његовом дому. Турин је на то пристао. Од тада се Мимов дом звао Бар-ен-Данвед, Кућа Откупа. Мим се спријатељио са Турином и причао му о историји свог народа. Турин се покајао због убиства Мимовог сина. Међутим, једном приликом је Кућу Откупа нашао Вилењак Белег, Туринов пријатељ. Он је остао да борави заједно са дружином, што није одговарало Миму, који није волео Вилењаке. Мима и његовог сина су једном приликом заробили Орци који су трагали за Турином. Мим је обећао да ће им открити његово боравиште ако му поштеде живот. Тако су Орци заробили Турина и побили његову дружину. Вилењак Белег је преживео иако се правио да је мртав. Мим је хтео да га докрајчи, али га је Белег победио и преотео му мач, на шта је Патуљак побегао.
Мим се касније, након Туринове смрти, настанио у Нарготронду, пошто су га Вилењаци напустили. Тамо је живео сам, присвојивши велика богатства тог краљевства. После дуго времена Туринов остарели отац Хурин је пуштен из Морготовог заточеништва. Он је дошао у Нарготронд, откривши да су Вилењаци отишли. Ту је срео Мима и, знајући да је он издао његовог сина, убио га, мада га је Патуљак преклињао да му поштеди живот.

### Телхар
Телхар је био најславнији ковач патуљачког града Ногрода. Његове творевине биле су бодеж Ангрист, којим је Берен извадио Силмарил из Морготове круне, и Нарсил, мач краља Елендила који је одсекао Јединствени Прстен са Сауронове руке.

## Животиње и демони

### Драуглуин
Драуглуин је био праотац и вођа свих вукодлака које је узгајио Моргот. Када је Морготв слуга, Саурон, заузео кулу Минас Тирит, повео је са собом вукодлаке, укључујући и Драуглуина. Годинама касније, у Сауроновој тамници нашао се Човек Берен. Његова љубав, Вилењакиња Лутијена Тинувијела, је дошла да га спаси. Саурон је слао многе вукодлаке на њу, али са Лутијеном је био Хуан, ловачки пас из Валинора, који их је све побеђивао. На крају је из куле изашао и Драуглуин и његов двобој са Хуаном је био дуг и жесток. Ипак, на крају, Хуан је однео победу и Драуглуин је побегао назад Саурону и пред његовим ногама изустио речи: „Хуан је овде“, а потом угинуо. Вукодлакову кожу је касније Берен навукао на себе и тако се маскирао приликом уласка у Ангбанд, Морготову тврђаву.

### Кархарот
Кархарот је био чудовишни вук, један од потомака Драуглуинових. Његово име је значило „Црвено Ждрело“, а звали су га и Анфауглир, „Жедне Чељусти“. Кархарот је уз помоћ Морготових моћи нарастао до ужасавајућих размера и постао је вечито гладан и жељан прождирања. Моргот га је поставио да чува капију његове тврђаве, Ангбанда. Међутим, када су дошли Берен и Лутијена Тинувијела, чија је мисија била да поврате један драгуљ Силмарил из Морготове круне, Вилењакиња је бацила чини на Кархарота и онесвестила га. Берен и Лутијена су успели да узму Силмарил, али, док су се враћали, Кархарот, који се био повратио, га је одгризао из Човекове руке. Од тада се Берен звао Једноруки. Силмарил је пекао Кархарота изнутра, јер је имао моћ да спржи све што је зло. Вук је полудео од бола и почео да бежи, ускоро ушавши у шуму Доријат, краљевство Вилењака. Сви су се разбежали пред њим, али су ловци краља Тингола, заједно са Береном, изјахали да му се супротставе. Вук их је напао, замало убивши Берена и Тингола. Међутим, Хуан, пас Валинора, је био са њима и започео је двобој са Кархаротом, а њихов лавеж је мрвио све стене. На крају су један другог усмртили. Силмарил је после тога повраћен из вукове утробе. 

### Нахар
Нахар је био коњ Оромеа, једног од Валара. Био је бео попут снега, а у тами је светлуцао попут сребра. Нахар је био први који је чуо звукове пробуђених Вилењака. На њему је Ороме увек јахао када је ишао у лов по Средњој земљи, и на њему је предводио Вилењаке који су долазили у Валинор. Звук Нахаровог галопа био је застрашујућ за сва бића.

### Рохалор
Рохалор је био коњ Финголфина, узвишеног краља Нолдора. На њему је Вилењак одјахао у свој последњи бој, против Мрачног господара Моргота.

### Турингветил
Турингветил је била Сауронов слуга и преносила је поруке између њега и Моргота. Узимала је облик слепог миша. Њену кожу је узела Лутијена Тинувијела како би се маскирала и ушла у Ангбанд.

### Хуан
Хуан је био ловачки пас пореклом из Неумирућих Земаља. Некада је служио Ореомеа, једног од Валара, али га је он поклонио Вилењаку Келегорму, Феаноровом сину. Хуан је био веран и пратио је Келегорма у Средњу земљу приликом бекства Нолдора из Валинора. Имао је истанчан вид и њух и никада није спавао. Разумео је говор Вилењака и Људи, али му је било дато да за живота само трипут проговори. Када су, једном приликом, Келегорм и његов брат Куруфин ишли у лов, Хуан је пронашао Вилењакињу Лутијену Тинувијелу, која је ишла да избави свог вереника, Човека Берена, из Сауронове тамнице. Верујући да ће јој Келегорм и Куруфин помоћи у томе, Лутијена је пошла са њима у краљевство Нарготронд, где су обитавали. Међутим, Келегорм, који се заљубио у њу, ју је тамо затворио, надајући се да ће моћи да се ожени њоме. Хуан се сажалио на Лутијену и редовно је долазио испред врата њене тамнице. Једном приликом је проговорио први пут и изнео јој план за бекство. Након што су напустили Нарготронд, Хуан јој је дозволио да га зајаше и носио ју је до Сауроновог острва. Тамо се борио са свим вукодлацима које је Саурон слао на њих, а затим и са самим Сауроном, који је узео вучје обличије. Хуану никаква магија није могла да науди и он је савладао свог противника. Саурон је, не би ли се избавио, препустио Лутијени власт над својим острвом и побегао. 
Након ослобађања Берена, Хуан се вратио своме господару Келегорму у Нарготронд. Међутим, Келегорм и Куруфин су убрзо протерани одатле, као издајници који су желели да преузму власт. Док су јахали ка земљама свога брата Маидроса, Вилењаци су наишли на Берена и Лутијену у шуми Бретил. Покушали су да убију Берена и заробе Лутијену, али се Хуан окренуо против свог господара и напао га. Келегорм и Куруфин су убрзо побегли, али Берен је био смртно рањен. Хуан је помогао Лутијени док га је неговала и на крају успела да га поврати. Када се опоравио, Берен је желео да настави своју мисију и да поврати један драгуљ Силмарил из круне Мрачног господара Моргота. Није хтео да поведе Лутијену са собом, како је не би довео у опасност. Међутим, Хуан је тада проговорио по други пут и рекао Берену да је Вилењакинина судбина везана за његову и да више не може да је спасе смрти, која ће доћи пре или касније. Потом их је напустио, а Берен је дозоволио Лутијени да пође са њим.
Берен и Лутијена су успели да украду Силмарил из Морготове тврђаве, али је њега у повратку ранио вук Кархарот. Хуан је послао орла Торондора да их спасе, а затим је са Лутијеном по други пут неговао Берена, коме је рука била одгризена. Кархарот је, полудевши од бола који му је задавао Силмарил који је прогутао, провалио у вилењачку шуму Доријат. Краљ те земље и Лутијенин отац Тингол је кренуо у лов на њега, заједно са Хуаном и Береном. Двобој Хуана и Кархарота је био легендаран. На крају су један другог смртно ранили, а Хуан је легао поред умирућег Берена и по трећи и последњи пут проговорио рекавши: „Збогом“. Затим је угинуо.